# 清河镇 (集安市)
清河镇，是中华人民共和国吉林省通化市集安市下辖的一个乡镇级行政单位。

## 行政区划
清河镇下辖以下地区：
清泉社区、硼矿社区、造纸厂社区、建利社区、前进村、三道村、清河村、大川村、青沟村、二道村、矿山村、东岔村、长岗村、幸福村、热闹村、上围子村、杨木桥村、天桥村和文字村。